# Martina Navratilova
Martina Navratilova (češko Martina Navrátilová), češko-ameriška teniška igralka, * 18. oktober 1956, Praga, Češkoslovaška (danes Češka).
Navratilova je nekdanja svetovna prvakinja v tenisu. Uredniki revije Tennis magazine so jo proglasili za eno od najboljših teniških igralk 20. stoletja, takoj za Steffi Graf. , teniški zgodovinar Bud Collins pa jo je označil za največjo vseh časov.Tekmovalno kariero je pričela leta 1972, ko je zmagala na Češkem nacionalnem turnirju. Leta 1975 se je kot 18 letna preselila v Združene Države Amerike in leta 1981 dobila tudi ameriško državljanstvo. Dobila je 18 Grand Slamov posamič, 31 Grand Slam v dvojicah, in 10 Grand Slamov v parih mešano. 
V sezonah 1984 in 1985 je zaporedoma zmagala na vseh štirih največjih turnirjih in osvojila nekoledarski Grand Slam. Dvanajstkrat se je uvrstila v finale Wimbledona, od tega devetkrat med letoma  1982-1990. Je tudi ena izmed treh igralk v teniški zgodovini, ki je osvojila karierni slam v vseh treh tekmovalnih kategorijah. S tekmovanji je prenehala leta 2006.

## Mladost in teniška kariera
Navratilova se je rodila kot Martina Šubertová v Pragi na Češkoslovaškem. Njeni starši so se ločili, ko je imela tri leta, leta 1962 se je njena mati Jana ponovno poročila z  Miroslavom Navrátilom, ki je postal Martinin prvi teniški trener. Martina je prevzela priimek svojega očima (z ženskim dodatkom  "ová"), in postala Martina Navrátilová. Njen oče Mirek se je ponovno poročil in nato ločil. Ko je bila stara osem let, je naredil samomor. Leta 2008 je Martini umrla mati, v starosti 75 let. Martina Navratilova ima sestro Jano in starejšega polbrata.
Leta 1972, v starosti 15 let, je Navratilova osvojila Češkoslovaško nacionalno teniško prvenstvo. Leta 1973, v starosti 16 let, je prvič zaigrala na turnirju United States Lawn Tennis Association za profesionalce, vendar ni igrala kot profesionalka vse do leta 1975. Leta 1974 je osvojila svoj prvi profesionalni pokal v Orlandu na Floridi, v starosti 17 let. Po priselitvi v ZDA je Navratilova sprva živela z nekdanjo kabaretno igralko, Frances Dewey Wormser in njenim možem, velikima teniškima navdušencema.

## Osebno življenje
Leta 1981 je postala ameriška državljanka, 9. januarja 2008 pa je obnovila tudi češko državljanstvo.
Navratilova je tudi avtorica avtobiografije Martina, poleg tega je napisala tudi knjigo o zdravem življenju Shape Your Self ter kriminalna romana Breaking Point in Killer Instinct.

## Aktivizem in politika
Vse življenje je bila borka za človeške pravice. Zavzemala se je za priznanje istospolno usmerjenih parov, je velika zaščitnica živali in je sodelovala v kampanji "People for the Ethnical Treatment of Animals". Leta 2000 je dobila ameriško nagrado "National Equality Award".
Je članica športne akademije Laureus in ambasadorka za zdravje in fitnes AARP (American Association of Retired Persons).

## Finali Grand Slamov (32)

### Zmage (18)
| Leto | Turnir                          | Nasprotnica v finalu | Rezultat finala  |
| 1978 | Odprto prvenstvo Anglije (1)    | Chris Evert          | 2–6, 6–4, 7–5    |
| 1979 | Odprto prvenstvo Anglije (2)    | Chris Evert          | 6–4, 6–4         |
| 1981 | Odprto prvenstvo Avstralije (1) | Chris Evert          | 6–7(4), 6–4, 7–5 |
| 1982 | Odprto prvenstvo Francije (1)   | Andrea Jaeger        | 7–6(6), 6–1      |
| 1982 | Odprto prvenstvo Anglije (3)    | Chris Evert          | 6–1, 3–6, 6–2    |
| 1983 | Odprto prvenstvo Anglije (4)    | Andrea Jaeger        | 6–0, 6–3         |
| 1983 | Odprto prvenstvo ZDA (1)        | Chris Evert          | 6–1, 6–3         |
| 1983 | Odprto prvenstvo Avstralije (2) | Kathy Jordan         | 6–2, 7–6(5)      |
| 1984 | Odprto prvenstvo Francije (2)   | Chris Evert          | 6–3, 6–1         |
| 1984 | Odprto prvenstvo Anglije (5)    | Chris Evert          | 7–6(5), 6–2      |
| 1984 | Odprto prvenstvo ZDA (2)        | Chris Evert          | 4–6, 6–4, 6–4    |
| 1985 | Odprto prvenstvo Anglije (6)    | Chris Evert          | 4–6, 6–3, 6–2    |
| 1985 | Odprto prvenstvo Avstralije (3) | Chris Evert          | 6–2, 4–6, 6–2    |
| 1986 | Odprto prvenstvo Anglije (7)    | Hana Mandlíková      | 7–6(1), 6–3      |
| 1986 | Odprto prvenstvo ZDA (3)        | Helena Suková        | 6–3, 6–2         |
| 1987 | Odprto prvenstvo Anglije (8)    | Steffi Graf          | 7–5, 6–3         |
| 1987 | Odprto prvenstvo ZDA (4)        | Steffi Graf          | 7–6(4), 6–1      |
| 1990 | Odprto prvenstvo Anglije (9)    | Zina Garrison        | 6–4, 6–1         |

### Porazi (14)
| Leto | Turnir                      | Nasprotnica v finalu | Rezultat finala     |
| 1975 | Odprto prvenstvo Avstralije | Evonne Goolagong     | 6–3, 6–2            |
| 1975 | Odprto prvenstvo Francije   | Chris Evert          | 2–6, 6–2, 6–1       |
| 1981 | Odprto prvenstvo ZDA        | Tracy Austin         | 1–6, 7–6(4), 7–6(1) |
| 1982 | Odprto prvenstvo Avstralije | Chris Evert          | 6–3, 2–6, 6–3       |
| 1985 | Odprto prvenstvo Francije   | Chris Evert          | 6–3, 6–7(4), 7–5    |
| 1985 | Odprto prvenstvo ZDA        | Hana Mandlíková      | 7–6(3), 1–6, 7–6(2) |
| 1986 | Odprto prvenstvo Francije   | Chris Evert          | 2–6, 6–3, 6–3       |
| 1987 | Odprto prvenstvo Avstralije | Hana Mandlíková      | 7–5, 7–6(1)         |
| 1987 | Odprto prvenstvo Francije   | Steffi Graf          | 6–4, 4–6, 8–6       |
| 1988 | Odprto prvenstvo Anglije    | Steffi Graf          | 5–7, 6–2, 6–1       |
| 1989 | Odprto prvenstvo Anglije    | Steffi Graf          | 6–2, 6–7(1), 6–1    |
| 1989 | Odprto prvenstvo ZDA        | Steffi Graf          | 3–6, 7–5, 6–1       |
| 1991 | Odprto prvenstvo ZDA        | Monika Seleš         | 7–6(1), 6–1         |
| 1994 | Odprto prvenstvo Anglije    | Conchita Martínez    | 6–4, 3–6, 6–3       |